# Thaïs Blume
Thais Caparrós Gallud, más conocida como Thaïs Blume (Barcelona, España, 19 de septiembre de 1984) es una actriz española. Debutó ante las cámaras en el año 2008 con Sin tetas no hay paraíso y también es conocida por interpretar a Mati en El Príncipe.

## Biografía
El papel que catapultó a Blume a la fama fue, prácticamente, el de su debut. Entre 2008 y 2009 interpretó a Cristina en el drama Sin tetas no hay paraíso de Telecinco. Se puso en la piel de Cristina, una actriz de cine erótico durante las tres temporadas que se emitió la serie.
En 2009 protagoniza la película Luna caliente junto a Eduard Fernández. Se trata de una adaptación de la novela homónima del escritor argentino Mempo Giardinelli dirigida por Vicente Aranda. En ella interpreta a Ramona, una joven que se ve inmersa en un deseo irracional mutuo con Juan (Fernández), amigo de su padre.
En 2010 vuelve a la televisión con un personaje protagonista en la serie de Cuatro Valientes. Blume se pone en la piel de Isabel en una serie de drama y venganza en la que compartió escenas con Belinda Washington y Marta Milans entre otros.
Un año más tarde, al término de esta, la actriz barcelonesa se incorpora al reparto de la segunda temporada de la serie Hispania, la leyenda, donde interpreta a Gaia, una joven esclava que ha servido a la familia de los Sulpicio durante toda su vida. Blume también participó en el spin-off Imperium, interpretando al mismo personaje que en su predecesora Hispania.
También en 2011 se unió al elenco de la segunda temporada de la serie de Televisión española Gran Reserva donde interpretó a Lorena, una camarera que se enamora de Daniel Reverte (Ricard Sales). Blume hace una aparición en el primer capítulo de la tercera temporada que sirve para cerrar su participación en la serie.
En 2012 rodó la película 88, dirigida por el actor Jordi Mollà y protagonizada por Rubén Ochandiano y Beatriz Montañés.
En 2014 hace apariciones capitulares en series como Los misterios de Laura y Kubala, Moreno y Manchón. También ese año se une al reparto recurrente de la serie de TV3 39+1 donde interpreta a Paula, una joven periodista de la revista donde está ambientada la ficción. Se trata de una adaptación de la novela homónima de la escritora catalana Sílvia Soler en la que comparte elenco con Agnès Busquets, Julio Manrique y Sílvia Abril entre otros.
También en 2014 se incorpora a la producción de Telecinco El Príncipe, ambientada en el barrio ceutí de El Príncipe, barriada de la ciudad Príncipe Alfonso. Blume interpretó a Mati durante las dos temporadas que se alargó la serie, una policía inteligente y valiente que sabe moverse en un mundo hostil de hombres.
En 2016 se incorpora a la quinta temporada de la ficción de sobremesa Amar es para siempre, emitida en Antena 3. Allí interpreta a Nuria Salgado Sanz, una joven abogada que mantendrá una estrecha relación con Jaime Novoa Feijó (Javier Pereira).
En verano de 2018 se estrenó la serie Sabuesos de La 1, donde interpreta a Paula Salcedo, una policía que mantendrá muy buena relación con el detective Alberto Tébar (Salva Reina).
En 2019 vuelve a Amar es para siempre recuperando su personaje para unos capítulos. En diciembre de ese mismo año forma parte de la serie Promesas de arena para La 1.
El 13 de agosto de 2020 se anuncia oficialmente su incorporación al reparto de la quinta temporada de Servir y Proteger.
El 16 de junio de 2024 anuncia que se encuentra embarazada de seis meses, siendo Gabriel de la Rosa, cantante del grupo Shinova, el padre del bebé.

## Televisión
| Año               | Serie                      | Personaje                   | Canal                  | Notas         |
| ----------------- | -------------------------- | --------------------------- | ---------------------- | ------------- |
| 2008 - 2009       | Sin tetas no hay paraíso   | Cristina Calleja            | Telecinco              | 46 episodios  |
| 2010              | Valientes                  | Isabel Gómez Acuña          | Cuatro                 | 43 episodios  |
| 2011              | Hispania, la leyenda       | Gaia                        | Antena 3               | 11 episodios  |
| 2011              | Gran Reserva               | Lorena Garzo                | La 1                   | 14 episodios  |
| 2012              | Imperium                   | Gaia                        | Antena 3               | 6 episodios   |
| 2014              | Los misterios de Laura     | Irene                       | La 1                   | 1 episodio    |
| 2014 - 2016       | El Príncipe                | Matilde "Mati" Vila Colomer | Telecinco              | 31 episodios  |
| 2014              | 39+1                       | Paula Nardi                 | TV3                    | 13 episodios  |
| 2016 - 2017; 2019 | Amar es para siempre       | Nuria Salgado Sanz          | Antena 3               | 261 episodios |
| 2018              | Sabuesos                   | Paula Salcedo               | La 1                   | 10 episodios  |
| 2019              | Promesas de arena          | Berta                       | La 1                   | 4 episodios   |
| 2020              | Historias de Alcafrán      | Pilar "Pili"                | La 1                   | 2 episodios   |
| 2020 - 2023       | Servir y proteger          | Lidia Alonso Merino         | La 1                   | 542 episodios |
| 2024              | Una vida menos en Canarias | Patricia                    | Atresplayer / Antena 3 | 1 episodio    |
| 2024              | Ángela                     | Rosa Izaguirre              | Atresplayer / Antena 3 | 2 episodios   |
| 2024              | Cicatriz                   | Cintia                      | La 1                   | 5 episodios   |
| 2024              | Regreso a Las Sabinas      | María                       | Disney+                | 13 episodios  |

## Cine
- 2009: Luna caliente, de Vicente Aranda. Como Ramona.
- 2010: 88, de Jordi Mollá. Como Thaïs.